# Fire Island (film)
Pour plus de détails, voir Fiche technique et Distribution.
Fire Island est un film américain réalisé par Andrew Ahn, sorti en 2022 sur Disney+.
Il s'agit d'une adaptation gay du roman Orgueil et Préjugés de Jane Austen.

## Synopsis
Noah (Joel Kim Booster) et ses amis gays  Howie (Bowen Yang), Luke, Keegan et Max, vont tous les ans faire la fête sur Fire Island, hébergés par une amie lesbienne, Erin (Margaret Cho). Sur place, Noah fait la connaissance de Will, et Howie rencontre Charlie. Mais il y a aussi Cooper, Dex, ou encore Rhys…

## Fiche technique
Sauf indication contraire, les informations mentionnées dans cette section peuvent être confirmées par la base de données cinématographiques IMDb,  présente dans la section « Liens externes ».
- Titre original et français : Fire Island
- Réalisation : Andrew Ahn
- Scénario : Joel Kim Booster
- Musique : Jay Wadley
- Direction artistique : Patrice Andrew Davidson
- Décors : Katie Hickman
- Costumes : David Tabbert
- Photographie : Felipe Vara de Rey
- Montage :  Brian A. Kates
- Production : Tony Hernandez, John Hodges et Brooke Posch
- Production déléguée : Joel Kim Booster
- Coproduction : Johnny Holland
- Sociétés de production : Jax Media ; Searchlight Pictures (coproduction)
- Sociétés de distribution : Searchlight Pictures, Hulu et Disney+
- Pays de production :  États-Unis
- Langue originale : anglais
- Format : couleur - 1.85 : 1 - son Dolby Digital
- Genre : comédie romantique
- Durée : 105 minutes
- Dates de sortie :
  - Monde : 3 juin 2022 (Hulu et Disney+)

## Distribution
- Joel Kim Booster : Noah
- Bowen Yang : Howie
- Margaret Cho (VF : Brigitte Aubry) : Erin
- Conrad Ricamora : Will
- James Scully (VF : Aurélien Raynal) : Charlie
- Matt Rogers (en) (VF : Rémi Caillebot) : Luke
- Tomás Matos (VF : Benjamin Bollen) : Keegan
- Torian Miller (VF : Baptiste Marc) : Max
- Nick Adams (en) (VF : Bastien Bourlé) : Cooper
- Zane Phillips (en) (VF : Gilduin Tissier) : Dex
- Michael Graceffa (VF : Fred Colas) : Rhys
- Aidan Wharton : Braden
- Peter Smith (VF : Arnaud Laurent) : Moses
- Bradley Gibson : Johnny
- Peppermint : elle-même
- Jonathon Timpanelli : Chad
- Eli Bridges : Brad
- Marcia Belsky : Pam
- John Roberts : Pat
- Robin Byrd : Lady

## Production
Le tournage a lieu, entre le 12 août et le 21 septembre 2021, Fire Island et Jones Beach Island, au sud de l'île Long Island, ainsi que Manhattan et Brooklyn à New York,.

## Accueil

### Sorties
Le film sort le 3 juin 2022 sur Hulu aux États-Unis, ainsi que le 17 juin via Star+ en Amérique latine et Star sur Disney+ dans quelques pays internationaux,.

### Critiques
Pour Les Inrockuptibles, le film est une « comédie queer et incisive ».
Pour Têtu, « Derrière la fête et les déboires sentimentaux qui forment son cœur, Fire Island s'efforce de véhiculer, avec une légèreté appréciable, des valeurs positives » et vise à « souligner des tensions qui existent au sein de la communauté gay, et nous faire désirer une réalité plus bienveillante, où chacun trouverait sa place sans avoir à se changer ».